# La Soledad (Guerrero)
La Soledad es una localidad del estado mexicano de Guerrero. Es parte del municipio de Xochistlahuaca.

## Demografía
| Gráfica de evolución demográfica |
|                                  |

| Censo | Población |
| ----- | --------- |
| 1940  | 171       |
| 1950  | 203       |
| 1960  | 336       |
| 1970  | 322       |
| 1980  | 673       |
| 1990  | 481       |
| 2000  | 723       |
| 2010  | 1 302     |
| 2020  | 1 119     |